# Rayonnisme
Le rayonnisme est un style d'art abstrait qui s'est développé à Moscou à partir de 1909 sous l'égide des peintres Mikhail Larionov et Nathalie Gontcharova. Mikhaïl Le Dentu qui les rencontre au sein du mouvement  Queue d'Âne est influencé par ce style.    

## Historique

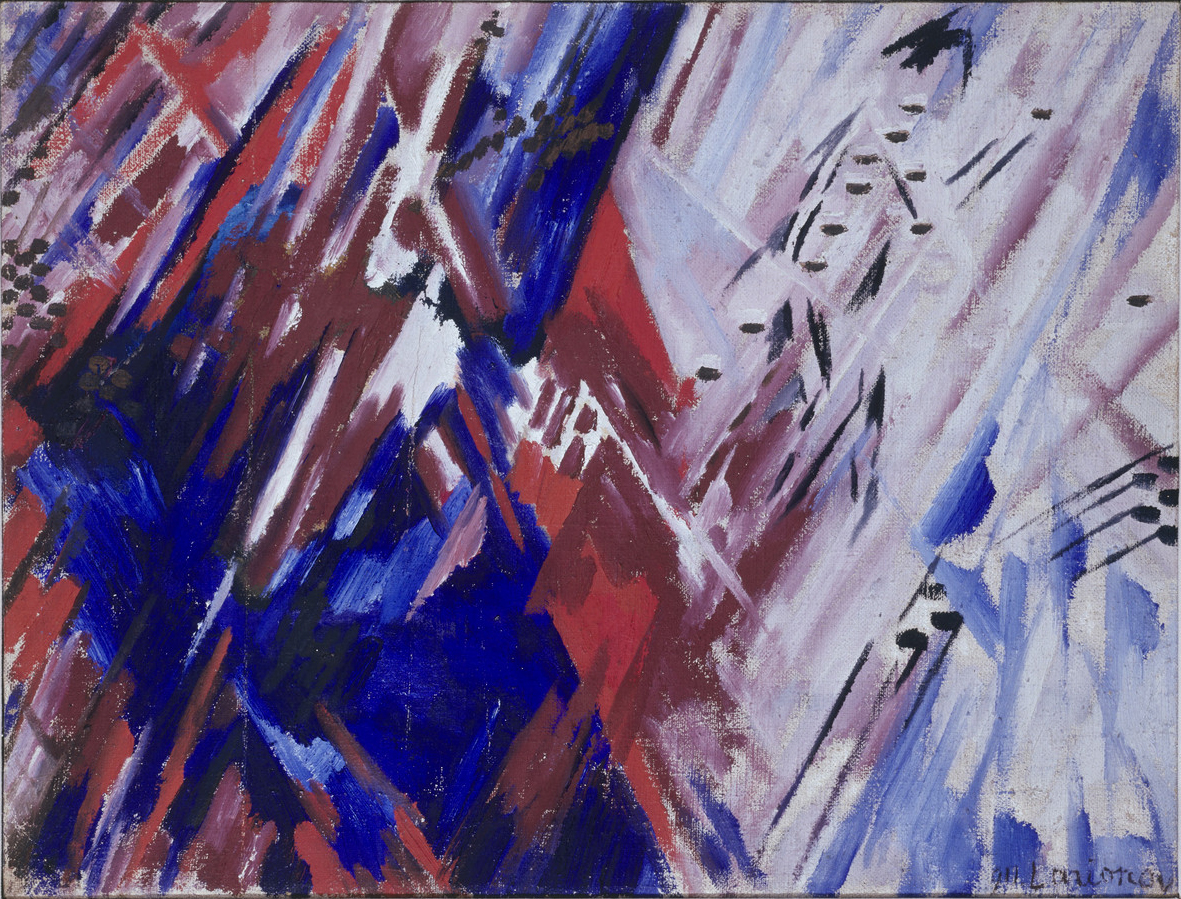
Mikhail Larionov, Rayonismus, Rot und Blau, 1911.

Michel Larionov et Nathalie Gontcharova développent ce style artistique après avoir entendu une série de conférences données à Moscou par Marinetti, l'initiateur du futurisme littéraire.
En 1913 le groupe de Larionov avec Alexandre Chevtchenko, Ilia Zdanevitch et Nathalie Gontcharova publie un recueil comprenant un manifeste intitulé « des rayonnistes et des aveniriens », un compte rendu des expositions de la Queue d'âne et de « La Cible » et un traité du rayonnisme établi par Larionov.
Selon ce dernier, cette manifestation de peinture abstraite fait surgir la vie en rendant visible les vibrations inspirées de l'énergie-matière et de la radioactivité.  Il faut représenter sur le tableau la somme des rayons qui partent de l'objet pour le représenter exactement. À cette fin il faut isoler l'objet de façon abstraite pour que les rayons émis par les objets voisins ne perturbent pas la vue. Larionov compare le tableau rayonniste à un mirage dans le désert. 
Les œuvres rayonnistes de Larionov s'échelonnent de 1911 à 1914. Par la suite il quitta la Russie pour Paris avec Gontcharova pour rejoindre Serge de Diaghilev et dessiner des décors et des costumes de ballets. Le rayonnisme n'est qu'un des styles  de ces artistes et fut éphémère. Son rôle pionnier dans l'art abstrait tient surtout à son fondement théorique qui rationalise les idées de l'époque en Russie. C'est sur cette rationalisation que Malevitch fondera la première école russe de peinture abstraite: le  suprématisme. C'est lors de l'exposition du Valet de Carreau de 1910 que Malevitch entra en contact avec le groupe de Larionov.

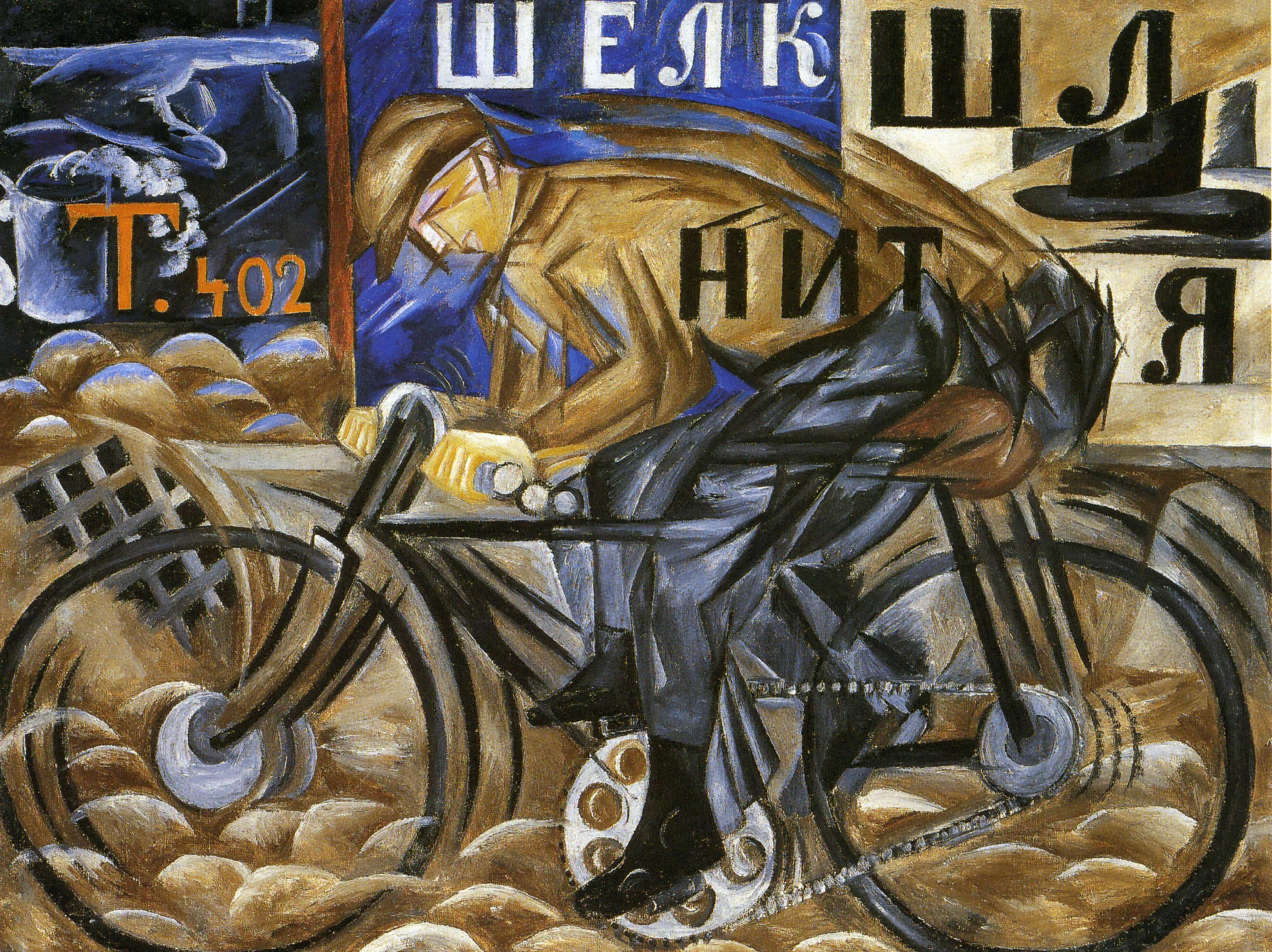
Nathalie Gontcharova, Le Cycliste.

Alors que les œuvres rayonnistes de Larionov sont plutôt des expériences, celles de Gontcharova se rapprochent plus de la sensibilité des futuristes italiens. Les titres des tableaux de Larionov sont ceux de natures mortes, ceux de Gontcharova sont Le Cycliste, Le Moteur de la machine. La sensation de vitesse et la mécanique l'intéressent davantage que les qualités abstraites de la ligne développées dans les traités de Larionov.
Guillaume Apollinaire dirige encore le catalogue d'une exposition rayonniste en 1914, à Paris. Ce mouvement russe s'achève en 1915.